# لودفيج جورج كورفوازييه
لودفيج جورج كورفوازييه (بالإنجليزية: Ludwig Georg Courvoisier)‏‏ (1843 في بازل - 1918 في بازل) جراح، وعالم بقشريات الأجنحة، وأستاذ جامعي، وعالم حشرات، وسياسي من سويسرا.
في عام 1890 قام لودفيج كورفوازييه بفحصِ عددٍ من الحالات، ثُم وضع قانونًا سماهُ قانون كورفوازييه، والذي ذكر أنهُ في المرارة المتضخمة غير المؤلمة، من غير المُحتمل أن تكون الحصوات الصفراوية هي سببُ اليرقان.